# Zbigniew Cynkutis
Zbigniew Cynkutis (ur. 18 sierpnia 1938 w Suwałkach, zm. 9 stycznia 1987 w Sobótce) – polski reżyser i aktor teatralny.

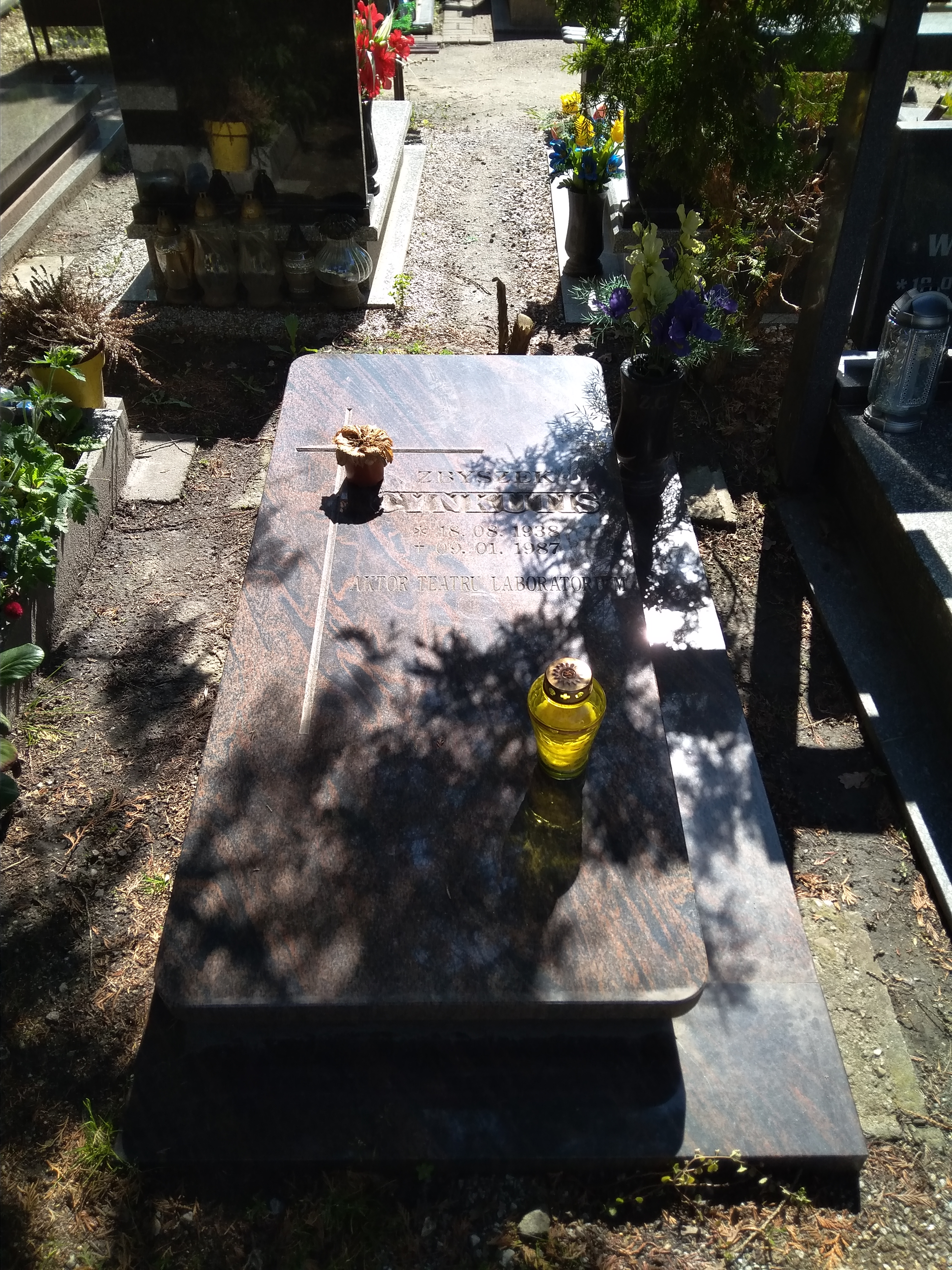
Grób Zbigniewa Cynkutisa na Cmentarzu Grabiszyńskim we Wrocławiu (pole 16, grób 490, rząd 9)

## Życiorys
Absolwent Wydziału Aktorskiego PWSTiF w Łodzi (1960, dyplom 1962). W trakcie studiów wystąpił w filmach, m.in. zagrał Zawadę w Zamachu w reżyserii Jerzego Passendorfera, 1958, rola ta przysporzyła mu popularności, debiutował także w tym czasie na deskach teatru w roli Ignacego Nieśmiałowskiego w Klubie kawalerów Michała Bałuckiego w reżyserii Adama Danielewicza w Teatrze Powszechnym w Łodzi w 1960 roku.
21 czerwca 1960 roku ożenił się z Marią, a 19 stycznia 1963 roku urodziła im się córka Magdalena Maria.
W 1975 ukończył studia na Wydziale Reżyserii PWSFTviT w Łodzi – Studium Zaoczne. Bliski współpracownik Jerzego Grotowskiego w Teatrze Laboratorium we Wrocławiu. W 1984 roku nie podpisał aktu samorozwiązania Teatru Laboratorium. Objął kierownictwo Drugiego Studia Wrocławskiego, działającego od 1 stycznia 1985 w pomieszczeniach Teatru Laboratorium.
Zginął w wypadku samochodowym w drodze do Sobótki na II Forum Wrocławskiej Kultury.

## Kariera teatralna
Zaraz po skończeniu studiów otrzymał angaż w Teatrze Ziemi Opolskiej (13 czerwca 1960), pracował tam przez jeden sezon 1960/1961. Już 22 kwietnia 1961 roku podpisał z Jerzym Grotowskim umowę o przejściu do Teatru 13 Rzędów, a 1 maja został oficjalnie zatrudniony w teatrze. Pierwszą rolą był Guślarz w Dziadach według Mickiewicza. W październiku 1961 roku wziął udział w realizacji faktomontażu Pamiętnik śląski jako Arka Bożek. Następnie został obsadzony w roli księcia Myszkina w Idiocie Fiodora Dostojewskiego, w adaptacji Waldemara Krygiera. W lutym 1962 roku zagrał tytułową rolę w premierowym przedstawieniu Kordiana Juliusza Słowackiego, w tym samym roku wystąpił w I wersji Akropolis Stanisława Wyspiańskiego. W listopadzie i grudniu 1962 roku zespół rozpoczął prace nad przedstawieniem Tragiczne dzieje doktora Fausta na motywach sztuki Christophera Marlowe’a, Cynkutis zagrał tytułowego Fausta. Grotowski wraz z Cynkutisem tworząc postać Fausta po raz pierwszy podjął próbę zbliżenia się do aktu całkowitego. Próba ta była jeszcze nieudana, jednakże i tak wykonanie Cynkutisa oceniano bardzo wysoko.
Rok 1964 był przełomowy w życiu zawodowym Cynkutisa, 1 września opuścił Opole i otrzymał angaż na dwa sezony w Teatrze Powszechnym w Łodzi. Wpływ na tę decyzję miały sytuacja rodzinna i wyczerpanie dotychczasową dynamiczną pracą w Teatrze Laboratorium. W Łodzi na początku zaangażował się w otwarcie wystawy obrazów Bogusława Balickiego, Jerzego Derkowskiego, Tomasza Jaśkiewicza, Jerzego Kudukisa, Henryka Strumiłło i Andrzeja Szonerta (luty 1964) w Galerii 20 przy ul. Piotrkowskiej.
W 1966 roku podjął pracę w Teatrze Laboratorium i pozostał w nim aż do końca istnienia zespołu. Po powrocie ponownie grał w Akropolis (najbardziej znany wariant V) oraz kreował partię Muleja w III wariancie Księcia Niezłomnego. W Apocalypsis cum figuris stworzył rolę Łazarza – wybranego przez pomyłkę, niespełnionego Umiłowanego.
Cynkutis nie brał udziału w pracach parateatralnych prowadzonych w Teatrze Laboratorium w latach 70. Prowadził autorskie staże aktorskie w Polsce i na świecie, a także reżyserował. W listopadzie 1972 roku w Teatrze im. Juliusza Osterwy w Lublinie rozpoczął próby do Jałowej na podstawie tekstu Federica Garcíi Lorki. W pracy tej wzięli udział także: Rena Mirecka, Jadwiga Jarmul, Barbara Koziarska, Urszula Rydzewska i Zbigniew Górski. Podobne prace realizował w ramach Laboratorium Analizy Zdarzenia, które działało pod egidą Instytutu Aktora Teatru Laboratorium. W poszczególnych ośrodkach formowały się grupy tworzące kolejne „zdarzenia”: Arka w Teatrze im. Juliusza Osterwy w Lublinie (praca zamknięta na początku roku 1974), Arche II w Dramatisches Centrum Wien (26 czerwca – 29 września 1974) i Door w Pittsburgu (premiera 2 kwietnia 1977).
Zbigniew Cynkutis w 1975 roku ukończył Studium Zaoczne na Wydziale Reżyserii łódzkiej PWSFTViT. W kolejnym roku współpracował z Kazimierzem Braunem, dyrektorem Teatru Współczesnego we Wrocławiu, prowadził tam ćwiczenia plastyczne, fizyczne i działania improwizacyjne.
Na przełomie listopada i grudnia zrealizował projekt „Czuwanie”. Także w tym roku objął funkcję zastępcy dyrektora Instytutu Aktora Teatru Laboratorium, którą pełnił do 1980. Był odpowiedzialny za realizację projektu należącego do kultury czynnej „Drzewo Ludzi”. W 1982 roku wygłosił cykl wykładów na Uniwersytecie Kansas w Lawrence, a także w Hamilton College w stanie Nowy Jork. W tym samym roku objął stanowisko profesora wizytującego w Hamilton College w Clinton (Kansas), gdzie wyreżyserował także spektakl Wasteland (Ziemia jałowa) inspirowany poematem Thomasa S. Eliota.
31 sierpnia 1984 roku oficjalnie przestał działać Instytut Aktora – Teatr Laboratorium, Cynkutis nie podpisał aktu samorozwiązania. Od władz Wrocławia przyjął propozycję i objął kierownictwo Drugiego Studia Wrocławskiego, które działało od 1 stycznia 1985 roku w salach Teatru Laboratorium.

## Filmografia
- 1958: Zamach – Zbyszek „Zawada”
- 1960: Zezowate szczęście – oficer, którego Piszczyk pyta się o drogę do Zegrza
- 1965: Podziemny front – Antek Balcer (odc. 1 i 2)

## Spektakle[8][9]
- Klub kawalerów (4 lutego 1960, Teatr Powszechny, Łódź)
- Słomkowy kapelusz (4 grudnia 1960, Teatr Ziemi Opolskiej, Opole)
- Przyjaciele (23 lutego 1961, Teatr Ziemi Opolskiej, Opole)
- Zielone rękawice (30 kwietnia 1961, Teatr Ziemi Opolskiej, Opole)
- Dziady (18 czerwca 1961, Teatr 13 Rzędów, Opole)
- Pamiętnik śląski (19 października 1961, Teatr 13 Rzędów, Opole)
- Idiota (21 października 1961, Teatr 13 Rzędów, Opole)
- Kordian (13 lutego 1962, Teatr 13 Rzędów, Opole)
- Akropolis (I wariant) (10 października 1962, Teatr Laboratorium 13 Rzędów, Opole)
- Akropolis (II wariant) (2 listopada 1962, Teatr Laboratorium 13 Rzędów, Opole)
- Tragicznie dzieje doktora Fausta (23 kwietnia 1963, Teatr Laboratorium 13 Rzędów, Opole)
- Szkoła żon (31 października 1964, Teatr Powszechny, Łódź)
- Dziady (3 kwietnia 1965, Teatr Powszechny, Łódź)
- Nasze miasto (8 stycznia 1966, Teatr Powszechny, Łódź)
- Dozorca (28 kwietnia 1966, Teatr Powszechny, Łódź)
- Akropolis (V wariant) (17 maja 1967, Instytut Badań Metody Aktorskiej –Teatr Laboratorium, Wrocław)
- Książę Niezłomny (19 marca 1968, Instytut Badań Metody Aktorskiej – Teatr Laboratorium, Wrocław)
- Apocalypsis cum figuris (19 lipca 1968, Instytut Badań Metody Aktorskiej – Teatr Laboratorium, Wrocław)

## Reżyseria
- Jałowa. Zdarzenie teatralne (13 lutego 1973, Teatr im. Juliusza Osterwy, Lublin)
- Anna Livia (17 czerwca 1976, współpraca reżyserska, reż. Kazimierz Braun, Teatr Współczesny im. Edmunda Wiercińskiego, Wrocław)
- Matka Courage i jej dzieci (20 października 1976, współpraca reżyserska, reż. Kazimierz Braun, Teatr Współczesny im. Edmunda Wiercińskiego, Wrocław)
- Peer Gynt (30 grudnia 1976, reżyseria, scenariusz, Teatr Współczesny im. Edmunda Wiercińskiego, Wrocław)
- Animals (30 grudnia 1981, Werkhaus Theater, Moosach)
- Turandot (3 października 1986, opieka artystyczna, reż. Gendt van Dick, Drugie Studio Wrocławskie, Wrocław)